# Williams FW17
El Williams FW17 es un coche de carreras de Fórmula 1 diseñado por Adrian Newey, con el que el equipo Williams compitió en la temporada 1995 de Fórmula 1. Fue conducido por Damon Hill, que estaba en su tercer año con el equipo, y David Coulthard, que estaba en su primera temporada completa después de un puesto a tiempo parcial en 1994.

## Rendimiento de temporada
Con lo que se consideraba el mejor chasis y aerodinámica del campo combinado con el mejor motor, la temporada de 1995 fue decepcionante para el equipo, que perdió ambos títulos ante Michael Schumacher y Benetton. Aunque el FW17 fue superior en clasificación, logrando 12 poles, Schumacher normalmente fue más competitivo el día de la carrera. Podría decirse que el equipo Benetton tomó mejores decisiones estratégicas durante las carreras y Schumacher pudo ganar nueve carreras contra el total combinado de cinco de Hill y Coulthard. Esta situación no mejoró porque ambos pilotos cometieron varios errores desafortunados durante el transcurso de la temporada.

## Historia
Para la clasificación del Gran Premio de Portugal, se estrenó el Williams FW17B, aunque no se utilizó para la carrera en sí. En las últimas cuatro carreras de la temporada, el FW17B consiguió cuatro poles y dos victorias, pero los títulos ya estaban fuera de su alcance debido al éxito de Schumacher y su Benetton B195.
El equipo finalmente terminó segundo en el Campeonato de Constructores, con 112 puntos; A Williams y Benetton se les descontaron los puntos de constructores del Gran Premio de Brasil (6 y 10 puntos respectivamente) luego de una apelación en la que las descalificaciones relacionadas con el combustible de ambos equipos fueron anuladas de la clasificación de la carrera.
El FW17 se destaca por ser el primer coche de Williams en competir con el morro elevado, y fue el primer diseño "por hoja en blanco" del equipo desde 1991 (ya que los dos predecesores del coche habían sido evoluciones del FW14), debido a las nuevas características técnicas del reglamento para la temporada 1995.
Durante una entrevista con Top Gear en 2012, Coulthard habló positivamente sobre el FW17 y dijo que era su favorito entre los coches que había conducido en su carrera.

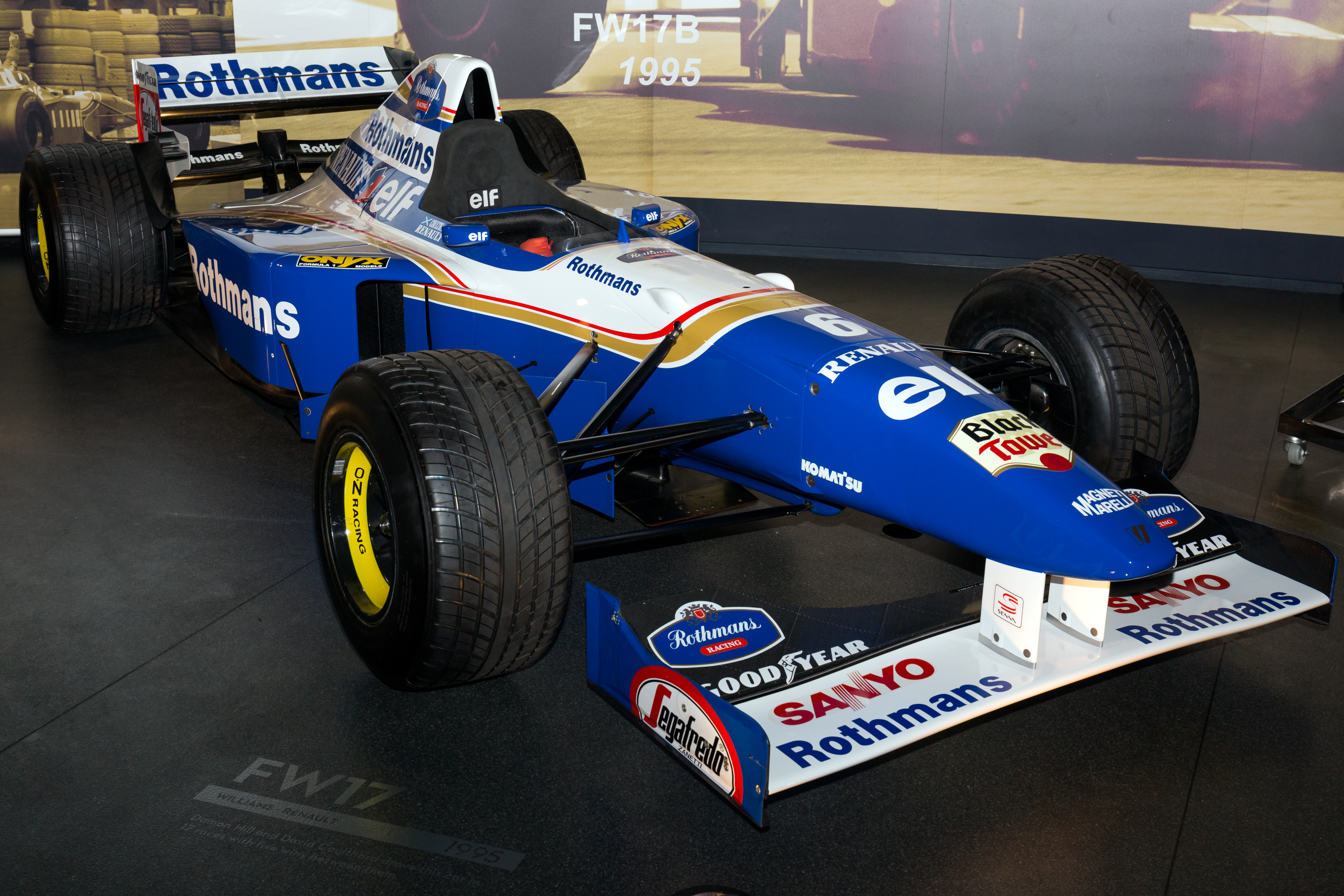
Williams FW17 de David Coulthard en el Museo Williams

## Livery
Por segundo año, Williams tenía un acuerdo de patrocinio principal con Rothmans. Williams utilizó los logotipos de Rothmans, excepto en los Grandes Premios de Francia, Gran Bretaña y Alemania; donde fue reemplazado por 'Racing' o código de barras con un rectángulo tricolor que asociaba a la marca. En el Gran Premio de Francia, se eliminó el logo de la Torre Negra.
Como homenaje a Ayrton Senna, que murió trágicamente la temporada anterior, se presentó el logotipo de Senna 'S' en el alerón delantero.

## Resultados
(Clave) (negrita indica pole position) (cursiva indica vuelta rápida)

| Año     | Motor       | Neu. | Chasis | N.º | Pilotos         | 1   | 2   | 3   | 4   | 5   | 6   | 7   | 8   | 9   | 10  | 11  | 12  | 13  | 14  | 15  | 16  | 17  | Puntos | Pos. |
| ------- | ----------- | ---- | ------ | --- | --------------- | --- | --- | --- | --- | --- | --- | --- | --- | --- | --- | --- | --- | --- | --- | --- | --- | --- | ------ | ---- |
| 1995    | Renault V10 | G    |        |     |                 | BRA | ARG | SMR | ESP | MON | CAN | FRA | GBR | GER | HUN | BEL | ITA | POR | EUR | PAC | JPN | AUS | 112    | 2.º  |
| 1995    | Renault V10 | G    | FW17   | 5   | Damon Hill      | Ret | 1   | 1   | 4   | 2   | Ret | 2   | Ret | Ret | 1   | 2   | Ret | 3   |     |     |     |     | 112    | 2.º  |
| 1995    | Renault V10 | G    | FW17B  | 5   | Damon Hill      |     |     |     |     |     |     |     |     |     |     |     |     |     | Ret | 3   | Ret | 1   | 112    | 2.º  |
| 1995    | Renault V10 | G    | FW17   | 6   | David Coulthard | 2   | Ret | 4   | Ret | Ret | Ret | 3   | 3   | 2   | 2   | Ret | Ret | 1   |     |     |     |     | 112    | 2.º  |
| 1995    | Renault V10 | G    | FW17B  | 6   | David Coulthard |     |     |     |     |     |     |     |     |     |     |     |     |     | 3   | 2   | Ret | Ret | 112    | 2.º  |
| Fuente: |             |      |        |     |                 |     |     |     |     |     |     |     |     |     |     |     |     |     |     |     |     |     |        |      |